# Københavns Byret
Københavns Byret är en dansk domstol i första instans för Københavns Retskreds. Den har sina lokaler i Domhuset vid Nytorv i Indre By.
Københavns Byret är Danmarks största primärdomstol. Det är den största av Danmarks 24 tingsrätter. Den betjänar en stor del av Köpenhamns kommun samt Dragørs och Tårnby kommuner, med sammanlagt 400 000 invånare.

## Historik
Under medeltiden fanns ett stadsting, där mål avgjordes av stadsfogden. Tingets beslut kunde överklagas till rådstugurätten, som  bestod av borgmästaren och magistratens rådmän.
Domstolarna i Köpenhamn kom att utvecklas annorlunda än de i landet i övrigt. Staden var landets mest betydelsefulla stad, inte minst därför att den av säte för kungen. Staden fick efter enväldets införande sin första polismästare 1682, samtidigt som två nya domstolar inrättades: Hofretten och Borgretten. Dessa ersatte den tidigare "Gårdsret" på Köpenhamns slott. De två nya domstolarna skulle döma i mål med kungens anställda inblandade och senare beträffande mål med flera av stadens högrankade invånare inblandade.
År 1686 inrättades en särskild undersökningsdomstol, som skulle handlägga mål om stölder och häleri. År 1701 inrättades en polisdomstol för smärre brottmål. 
Vid sidan om dessa offentliga domstolar fanns det andra typer av domstolar. Så hade till exempel kyrkan, och senare universitetet, en "tamperret", som dömde i äktenskapsmål. Rättssystemet var därmed ganska invecklat, vilket tydliggjordes av att domarna hade skiftande bakgrund och saknade juridisk utbildning. År 1736 infördes en juridisk ämbetsexamen i Danmark. 
Johann Friedrich Struensee slog 1771 samman de olika domstolarna till "Hof- og Stadsretten", som skulle behandla alla civila mål mellan invånarna i Köpenhamn och alla straffmål i Köpenhamn.
År 1805 blev rådstugurätterna och de tidigare landstingen nedlagda och ersatta av två domstolar i andra instans i Viborg och Köpenhamn. För Köpenhamns del slogs den nya "landsoverretten" samman med "byretten", så att det i staden fanns två domstolar: "Den Kongelige Landsoverret" och "Hof- og Statsret i København". Denna ordning härskade fram till 1919, då Retsplejeloven antogs med det nuvarande systemet, där landsoverretten blev en självständig domstol i andra instans.